# Hyper Street Fighter II
Hyper Street Fighter II es un videojuego de peleas competitivo de Capcom que fue originalmente lanzado para PlayStation 2 en 2003 en Japón y en 2004 en América del Norte y resto de Asia. Es una versión modificada de Super Street Fighter II Turbo en el que los jugadores pueden controlar las versiones de los personajes de los cinco juegos de Street Fighter II. Aunque fue lanzado como un juego original para PlayStation 2, una versión arcade vio la luz a los pocos días en cantidades limitadas, convirtiéndola así en la sexta y última versión de la serie para esta plataforma. En EE.UU. salió a la venta como Street Fighter Anniversary Collection, en formato de colección en un disco que además, incluía Street Fighter III: 3rd Strike. Se distribuyó para Xbox en todas las regiones. Fue desarrollado en conmemoración del 15º aniversario de la saga Street Fighter.

## Jugabilidad
La secuencia de apertura fue alterada para utilizar una versión modificada de la intro de Super Street Fighter II, en la que los logotipos de los pasados cinco juegos destellan en pantalla. La música de fondo del menú de selección de jugador se cambió a la versión de Super Street Fighter II.
Al empezar a jugar, si el dueño de la máquina no configuró una velocidad de juego predeterminada, el jugador tiene que seleccionarla por sí mismo. Tras esto, se le da al jugador elegir el juego en el que se basa la versión de su personaje:
- Normal: Sólo permite escoger entre los ocho personajes de la primera versión de Street Fighter II, que además tienen su respectiva imagen. Si ambos jugadores escogen esta versión del juego, no podrán escoger al mismo personaje, igual que en el Street Fighter II original, dado que esta versión, además, carecía de paletas de color alternativas en los personajes.
- Champ ("Dash" en la versión japonesa): Permite escoger las versiones de los 8 primeros personajes de Street Fighter II': Champion Edition, y añade a los cuatro jefes de Shadaloo como personajes jugables (12 hasta ahora).
- Turbo: Permite escoger los 12 personajes mencionados anteriormente, en su versión de Street Fighter II: Hyper Fighting (Street Fighter II Turbo en Japón).
- Super: Añade los cuatro luchadores nuevos de Super Street Fighter II en sus respectivas versiones, y es posible elegir las "Old Versions" de los previos doce personajes introducidos en Super Turbo, sin necesidad de introducir ningún código extra.
- Super T ("Super X" en la versión japonesa): Es el plantel de Super Street Fighter II Turbo y la forma intencionada de jugar (ya que la CPU usará exclusivamente los personajes de esta versión). Elegir esta versión también da al jugador la posibilidad de jugar con Akuma, el cual se desbloquea mediante un código secreto:
  - 3 segundos sobre Ryu
  - 3 segundos sobre T.Hawk
  - 3 segundos sobre Guile
  - 3 segundos sobre Cammy
  - 3 segundos sobre Ryu
  - Pulsar Start y, en un lapso de 30 fotogramas, pulsar los tres botones de puño.

Esta selección también determina todas las características del personaje escogido originalmente tenido en el juego seleccionado, del conjunto de movimientos y marcos de animación, a su voz y cuadro de retrato. Esto dirige a un roster de 17 caracteres únicos con un total de 65 variaciones. Las fases y los finales son exactamente iguales que en Super Street Fighter II Turbo, pero con algunos detalles nuevos, como las señales de los elementos de un guerrero en el escenario de Ryu, y el regreso de las fases bonus, que por alguna razón se eliminaron en Super Turbo.
En las versiones domésticas de Hyper Street Fighter II, el jugador puede elegir entre la banda sonora de la placa CPS1 o CPS2, así como el remix de la banda sonora versión de FM Towns de Super Street Fighter II, la versión de 3DO de Super Street Fighter II Turbo y las versiones remezcladas de Street Fighter Collection 2 de PlayStation. En los extras se puede encontrar el largometraje Street Fighter II: The Animated Movie, pero si juegas en la versión americana del juego, podrás jugar a Street Fighter III: Third Strike. Este es exclusivo del Street Fighter Anniversary Collection, el cual, como ya se mencionó previamente, salió por el decimoquinto aniversario del juego.

## Edición coleccionista
Una versión especial para coleccionistas fue puesto a la venta exclusivamente en Japón el mismo día de su lanzamiento, denominado Hyper Street Fighter II: The Anniversary Edition ~ Special Anniversary Pack, que incluía el juego, un libro con toda ilustraciones y toda la historia de todos los personajes de Street Fighter incluyendo los finales, un DVD documental de Street Fighter, un Mousepad y un llavero con las pulseras de Chun-Li.